# إمتى حتعرف (أغنية)
إمتى حتعرف أغنية من الحان الموسيقار المصري محمد القصبجي وكلمات الشاعر المصري مأمون الشناوي، الأغنية من مقام نهاوند وغنتها أسمهان على إيقاع الفوكس. وهي أغنية بسيطة قصيرة ولا تنتمي إلى سلسلة التجارب التحديثية لكنها اشتهرت كثيرا لرشاقة لحنها. صدرت عام 1944 في فيلم «غرام وانتقام»  من إخراج وبطولة يوسف وهبي وأسمهان.

## خلفية الأغنية
راهن القصبجي على صوت أسمهان وقرر أن يخوض بصوتها تحدي التحديث والتجديد، وخطر له أن صوتها له إمكانيات أوبرالية يستطيع بها التحليق في أجواء عالية بألحان مستمدة من أجواء الأوبرات العالمية.
كان القصبجي أستاذا للموسيقى الشرقية وآلة العود بمعهد الموسيقى العربية، ولكنه كان يستمع إلى الفن العالمي ويستمتع به، وبالفعل خاض التجربة مع أسمهان وقدم لها عدة ألحان من هذا النوع الجديد على الأسماع العربية، وربما لو لم يفعل لكان اسم أسمهان بين مطربات الغناء التقليدي حتى اليوم. لكن هذه التجربة هي التي جعلت من أسمهان مطربة شهيرة حتى بعد وفاتها المفاجئة وهي في عز شبابها. صدم القصبجي كثيرا بوفاة أسمهان فقد خسر رهانه فجأة وذهبت أحلامه في التحديث أدراج الرياح. لم يبق أمامه من الأصوات الجيدة غير صوت أم كلثوم وهو صوت يعرفه جيدا بعد أن لحن لها عشرات الألحان، لكن صوت أم كلثوم صوت شرقي وربما لن يحمل أحلام القصبجي في التجديد أكثر مما تم بالفعل. وكأن القدر يعانده فقد قررت أم كلثوم بعدها الاستغناء عن خدمات الملحن الفذ ولم تغن له لحنا واحدا بعد فيلم فاطمة عام 1947 وحتى وفاته في عام 1966.

## محمد القصبجي (1892 - 1966)
ملحن مصري، من مواليد عام 1892 بالقاهرة. عمل القصبجي على تجديد الموسيقى العربيّة من عام 1917، وجدد في نكهة الغناء العربي، وتأثر بالتُّراث الأوروبّي الكلاسيكي في الموسيقى، كما أدخل القصبجي الهارمونيا والبوليفونيا على الموسيقى العربية.  قدم مع أم كلثوم أكبر أعماله، وجاء الخلاف بين أم كلثوم والقصبجي بعد فيلم «عايدة» عام 1942، والذي فشل جماهيرياً، وكان سبباً في ابتعاد أم كلثوم عن الحانة حيث اعتبرته مسئولاً عن هذا الفشل السينمائي الذي لم تعتده، وظلت ترفض ألحانه بعد ذلك حتى توقف عن التلحين، وارتضى بدور عازف العود في فرقتها إلى أن رحل في 26 مارس 1966.

## الأغنية والفيلم
بدأت قصة الإعداد لفيلم غرام وانتقام بداية عام 1944، كانت أسمهان قد غابت عن الوسط الفني في مصر ثم عادت وظهرت فجأة من دون مقدمات في 12 مارس 1944، وكتبت مجلة «الاثنين» في زاوية «أخبار في سطور»: «عادت المطربة أسمهان إلى القاهرة، وتنوي أن تمضي في مصر حوالى ثمانية أشهر، وقد قالت أم كلثوم إنها دهشت من الإشاعة التي أطلقها بعض المغرضين، وفحواها إنها حاولت أن تمنع أسمهان من الحضور إلى مصر». تبيّن أن أسمهان عادت إلى مصر لتلعب دور البطولة في فيلم «غرام وانتقام»، واحتلت صورتها غلاف «الاثنين» في مايو، مع تعليق يقول: «نجمة ستوديو مصر اللامعة، وكوكب فيلم يوسف وهبي الذي سينتجه الاستديو». ضمّ الفيلم مجموعة من الأغاني، منها «إمتى حتعرف» لحّن القصبجي. تزوّجت أسمهان في تلك الفترة من الممثل السينمائي أحمد سالم، وعاشت معه حياة فضائحية صاخبة تناقلت الصحافة أخبارها المثيرة بلهفة. وانتهى هذا الزواج بعد فترة قصيرة من تبادل إطلاق رصاص كاد يودي بالزوج وبضابط شرطة، كما نقلت الصحافة يومذاك. قضت أسمهان غرقا في النيل قبل أن تكمل تصوير مشاهد الفيلم الأخيرة. في الذكرى الثانية لرحيلها، كتب زوج اسمهان الأخير، أحمد سالم، مقالة بعنوان «كيف كانت أسمهان من أسباب انتصار الحلفاء في الشرق الأوسط»، وبعد عامين، كتب الصحافي محمد التابعي سلسلة طويلة من المقالات استعاد فيها قصته الشخصية مع اسمهان، وسلّط الضوء على نضالها الوطني. بدوره، كتب سعيد فريحة في مطلع عام 1949 سلسلة أخرى من أربعة مقالات طويلة في «الصياد»، وقدّم رواية معاكسة كليا تعزو اختلاط أسمهان في هذه الحرب في الدرجة الأولى إلى سعيها للحصول على المال الوفير الذي يؤمّن لها حياة الترف والعبث واللهو.

## نسخةكريمة الصقلي

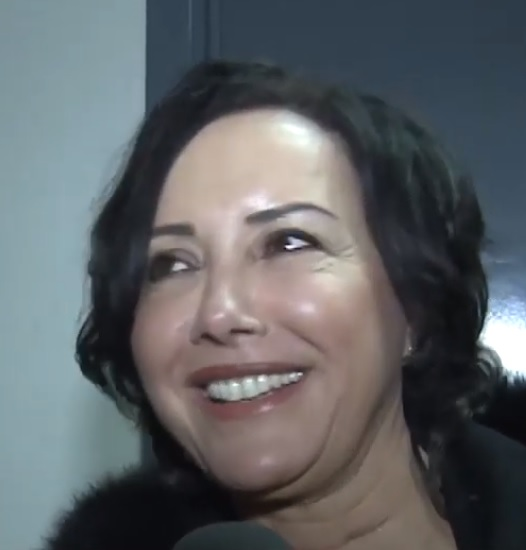
كريمة الصقلي

الفنانة المغربية كريمة الصقلي استطاعت ان تبرز في الساحة الفنية المغربية والعربية بفضل عازف العود المغربي سعيد الشرايبي والشاعر عبد الرفيع الجواهري، الذين اقترن اسمها بهما. كريمة الصقلي تعشق القصيدة العربية الفصحى وتعشق الراحلة اسمهان المدرسة التي تكونت من خلالها تلقائيا. شاركت في العديد من المهرجانات العربية بدار الأوبرا بالقاهرة عام 1999 ومهرجان حلق الوادي بتونس عام 1999 ومهرجان المرأة الدولي بمراكش في نفس العام. كما افتتحت برفقة المغنية الأميركية ولهلمينا فرنانديز مهرجان فاس للموسيقى العريقة الذي تنظمه جمعية فاس سايس ما بين 23 يونيو وأول يوليو 2000. تتضمن دائما قائمة أغانيها على المسارح أغنية «امتى حتعرف». أثناء أدائها لأغنية أسمهان في مهرجان ومؤتمر الموسيقى العربية بدار الأوبرا بالقاهرة، وضّحت وقتها الفنانة للصحافة العربية بتواضع ومهنية حيث قالت: «أنا لا أقلد أسمهان، لكنني أتمرس في مدرستها».
رحبت كريمة الصقلي بالمشاركة باحتفالات اليوبيل الفضي لمهرجان ومؤتمر الموسيقى العربية بالقاهرة، بعد أن اعتادت اعتلاء خشبة الأوبرا منذ انطلاقتها الفنية عام 1999.
بعض من هذه المشاركات
نوفمبر 1999: ليلة تكريم أسمهان في مهرجان ومؤتمر الموسيقى العربية بدار الأوبرا بالقاهرة.
19 نوفمبر 2005: تكريم الأستاذ محمد عبد الوهاب برفقة الفنان السوري صفوان بهلوان بمهرجان ومؤتمر الموسيقى العربية بدار الأوبرا بالقاهرة.
أيام 6 و7 و8 نوفمبر 2006: مهرجان ومؤتمر الموسيقى العربية بالقاهرة
أول نوفمبر 2008: مؤتمر الموسيقى العربية، افتتاح المهرجان بأوبرا القاهرة بأوبريت عن حياة أسمهان وفريد الأطرش، ثم 6 نوفمبر بالإسكندرية.
7 نوفمبر 2009: مؤتمر الموسيقى العربية بأوبرا القاهرة
17 نوفمبر 2011: تكريم أم كلثوم بدار الأوبرا بالقاهرة.
19 نوفمبر 2011: حفل فني بدار الأوبرا بالقاهرة
افتتح مهرجان بيت الدين في جبل لبنان (قصر بيت الدين على بعد 50 كيلومتراً جنوب شرق بيروت) نشاطاته 2008 بعد انقطاع دام عامين بأمسية تكريمية للمطربة اسمهان بصوت كريمة الصقلي، حيث أدت معظم اغاني أسمهان وافتتحت الحفلة بأغنية «امتى حتعرف».

## نسخ أخرى للأغنية
غنت اللبنانية ماجدة الرومي نسختها من أغنية «امتى حتعرف»، وايضاً أصدرت السورية فايا يونان نسختها من الأغنية عام 2019، غنتها أيضاً اللبنانية حنين أبو شقرا وقالت: «أنا أُغنّي للعمالقة بغضّ النظر عن أهميّتهم وعن أهمية أغنياتهم وكم هذه الأغاني لا تزال تعيش ويحبها الناس».

## الهام الأغنية في السينما
ظهر فيلم غصن الزيتون عام 1962 للمخرج السيد بدير وبطولة أحمد مظهر وسعاد حسني. تحاول سعاد حسني لفت نظر معلمها أحمد مظهر بوضع قصاصة ورق في كراسة المدرسة كتبت عليها «امتى حتعرف امتى، اني بحبك أنت». يزور أحمد مظهر بيت أسرة سعاد حسني، وأثناء جلوسه في غرفة الزوار تضع سعاد اسطوانة أسمهان «امتى حتعرف»، ويعلق مظهر قائلا: «يعني كنت قصداها!»، وبعد زواجهما في الفيلم وفي مشهد يحاول مظهر أن يتصالح مع زوجته سعاد حسني فيقوم بغناء جزء من أغنية «امتى حتعرف»، وتضحك سعاد من صوته الأجش وتعيد غناء المقطع بحلاوة صوتها.

## كلمات الأغنية
إمتى حتعرف إمتى إنّي بحبّك إنت
إمتى حتعرف إني بحبك إنت، إنت، إنت
إمتى إمتى حتعرف إمتى
إمتى حتعرف
بناجي طيفك واتمنى أشوفك
لا يوم عطفتِ عليّ ولا أنتَ سائل فيَّ
وِلإمتى حَتحيّر بالي وتزوّد همّي
يللي غرامك في خيالي وفي روحي ودمي
إمتى حتعرف إمتى إنّي بحبّك إنت
إمتى حتعرف إني بحبك إنت، إنت، إنت
إمتى إمتى حتعرف إمتى
إمتى حتعرف
فضلت اخبّي حبك، حبك في قلبي حبّك
فضلت أخبّي حبك في قلبي
واصبّره واواسيه والنار بترعى فيه
وخفت أقول لك على حالي واشرح لك حبي
ليكون فؤادك مش خالي وتعذّب قلبي
يا اللي غرامك في خيالي وفي روحي ودمي
إمتى حتعرف إمتى إنّي بحبّك إنت
إمتى حتعرف إني بحبك إنت، إنت، إنت
إمتى إمتى حتعرف إمتى
إمتى حتعرف
خلتني أحبك واتمنى قربك
اسعدني يوم بلقاك ترحمني فيه برضاك
وتدوق غرامي اللي شرحته، اللي شرحته
أنا لك بعينيا
ليكون فؤادك مش خالي وتعذّب قلبي
يللي غرامك في خيالي وفي روحي ودمي
إمتى حتعرف إمتى إنّي بحبّك إنت
إمتى حتعرف إني بحبك إنت، إنت، إنت
إمتى إمتى حتعرف إمتى
إمتى حتعرف

## وصلات خارجية
https://www.youtube.com/watch?v=B0BGYoNXBHU
https://www.youtube.com/watch?v=V3ar_dvKfvQ
https://www.youtube.com/watch?v=_QviFDKI_Qc
https://www.youtube.com/watch?v=OvznRneGJgU